# Kemeraltı

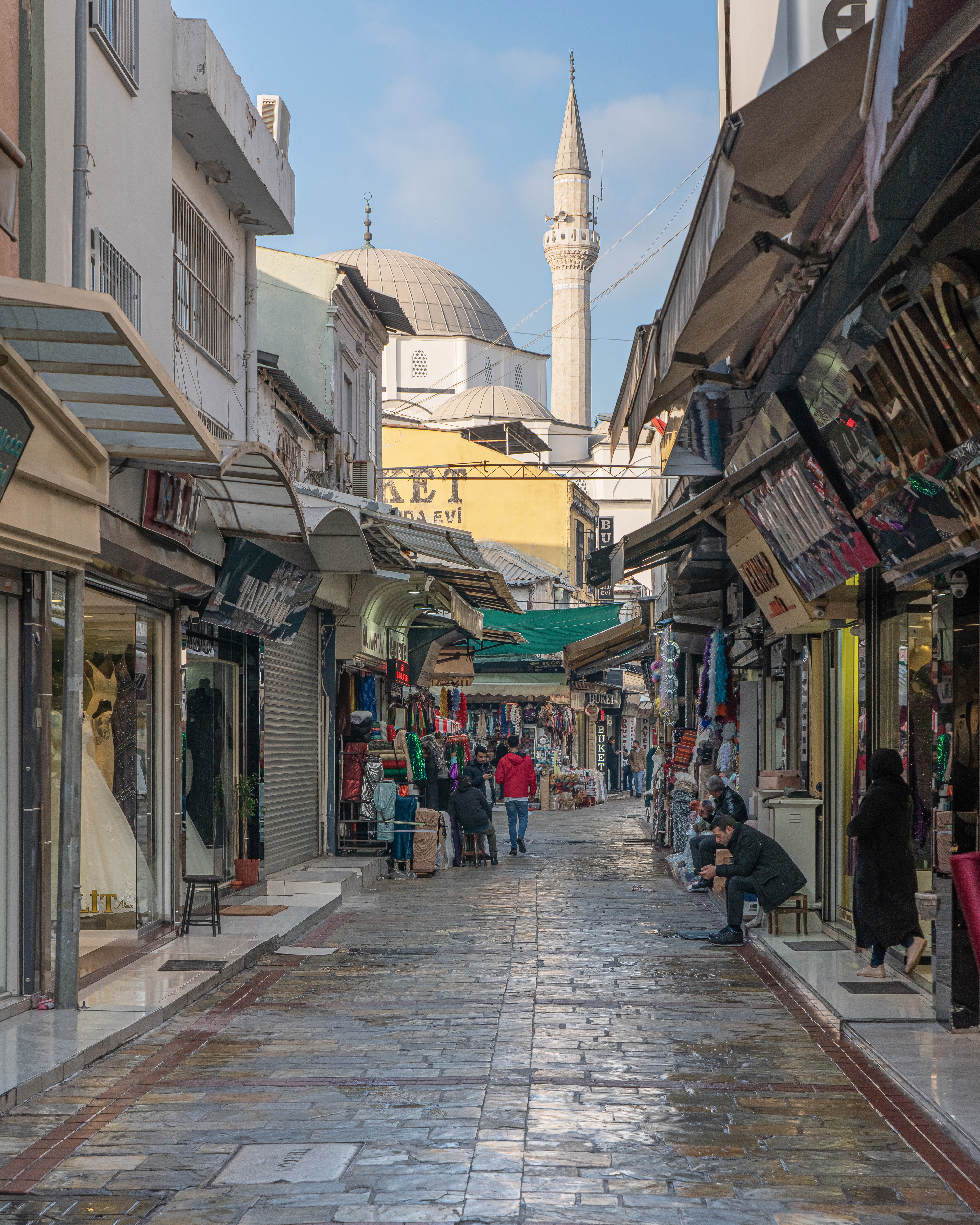
Eine der Straßen im Stadtviertel Kemeraltı, im Hintergrund die Şadırvanaltı-Moschee

Kemeraltı, auch Kemeraltı Çarşısı, ist ein historisches Markt- und Geschäftsviertel in der türkischen Stadt Izmir.

## Lage
Das Viertel umfasst ein großes Areal von der Agora des antiken Smyrna (mit den Stadtteilen Namazgah, Mezarlıkbaşı and İkiçeşmelik) bis zur Küste im Stadtteil Konak. Die Straßen Fevzipaşa Bulvarı im Nordosten, die Eşrefpaşa Caddesi im Südosten und die Halıl Rıfat Paşa Caddesi im Südwesten begrenzen das Viertel. Das Gebiet umfasst rund 2700 Hektar mit 11.700 Geschäftsbetrieben.

## Geschichte

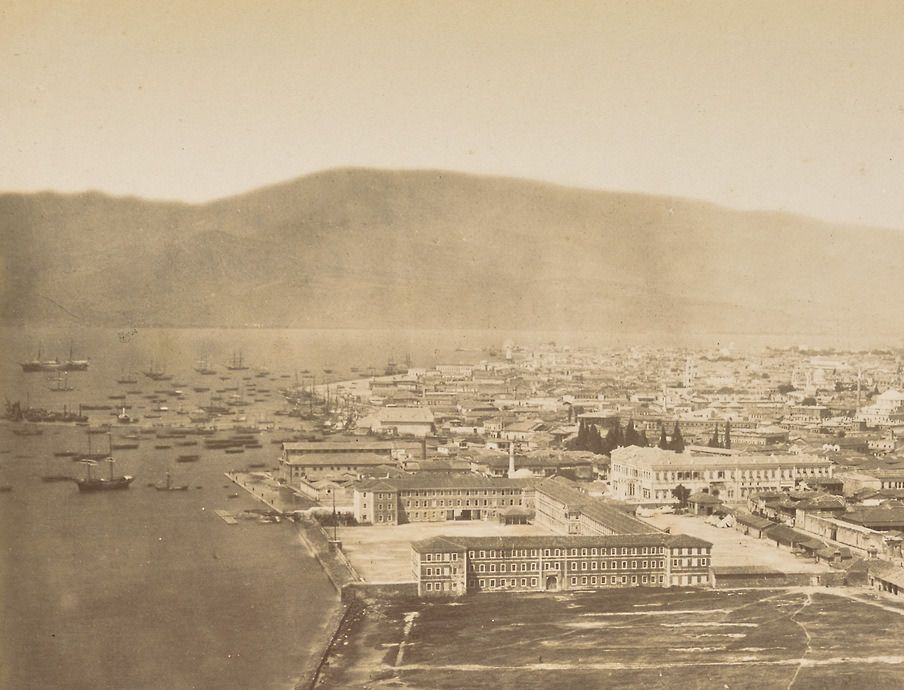
Osmanische Kaserne Sarı Kışla in Kemeraltı (1955 abgerissen)

Der Basar entstand ursprünglich entlang einer langen Straße. Im Mittelalter war die Straße als „Straße der Mevlevi“ bekannt, in Anlehnung an ein Tekke der Sufi-Bruderschaft in der Straße. Im 17. Jahrhundert wurden die Straße und der Basar ausgebaut. Heute heißt sie Anafartalar Caddesi.
Zur Keimzelle in der Entwicklung des Basars wurde der Bau der Hisar-Moschee im Jahr 1592. Es ist die älteste und größte Moschee der Stadt. Erbaut wurde sie von Aydınoğlu Yakup Bey, einem Nachfahren des Beylik von Aydın, die Izmir vor der osmanischen Eroberung verwaltet hatten. In der Umgebung der Moschee siedelten sich erste Händler an.
Das Viertel entstand dann zwischen 1650 und 1670 mit dem Auffüllen der flacheren Teile der Bucht von Izmir und setzte sich mit der Landgewinnung im Jahr 1744 fort, bei der auch die Karawanserei Kızlarağası Hanı entstand, die mit zwei weiteren Hans zum Zentrum des Marktes wurden. Dies waren der „Vezir Hanı“, erbaut im 17. Jahrhundert von Großwesir Köprülü Fâzıl Ahmed Pascha, und der Han seines Nachfolgers Merzifonlu Kara Mustafa Pascha. Außerdem stand hier der inzwischen abgerissene „Cezayir Hanı“ („Gasthaus der Algerier“), wo Arbeitskräfte aus Westanatolien schliefen, bevor sie in das osmanische Protektorat Algier geschickt wurden. Die Osmanen erbauten den Basar nahe dem Hafen als Handelsplatz für Waren in der zweiten Hälfte des 17. Jahrhunderts. Schnell entwickelten sich Hafen und Markt zu einem wichtigen Umschlagplatz für den Handel im Mittelmeer.
Der verbleibende Teil der inneren Bucht von Izmir verlandete im Laufe des 18. Jahrhunderts. Die Küste gegenüber von Kemeraltı nahm zu Beginn des 19. Jahrhunderts ihre heutige Form an, obwohl ein Teil des Landes entlang der Schiffsankerplätze bis zum Ende dieses Jahrhunderts ungenutzt blieb. Im Jahr 1829 wurde die für ihre Zeit riesige osmanische Kaserne Sarı Kışla, die Gelbe Kaserne, unmittelbar am Meer erbaut. Außerdem wurde die private „Konak-Residenz“, die hinter der Kaserne lag, erweitert und zum Sitz des Gouverneurs umgebaut, wobei der Konak-Platz abgegrenzt wurde. Seinen Namen erhielt der Platz von dem Gouverneurspalast (Konak), der auch dem zentralen Stadtbezirk von Izmir seinen Namen gab.
Nach dem großen Feuer von Smyrna im Jahr 1922 und danach wurden Hunderte der "Hans", die es zu Beginn des 20. Jahrhunderts in Kemeraltı gab, zerstört. Nur ein Dutzend wurde in Teilen oder ganz erhalten. Das Haus des Gouverneurs steht heute noch, obwohl die Sarı-Kışla-Kaserne 1955 auf Anweisung des damaligen türkischen Premierministers Adnan Menderes abgerissen wurde, um Platz für eine Neugestaltung des Konak-Platzes zu schaffen.
Obwohl der Untergang der Schuhherstellung in den 1990er und 2000er Jahren eine große Lücke hinterließ, erholten sich die geschäftlichen Aktivitäten in Kemeraltı schließlich mit dem Bevölkerungswachstum in Izmir in den 2010er Jahren.

## Bauwerke

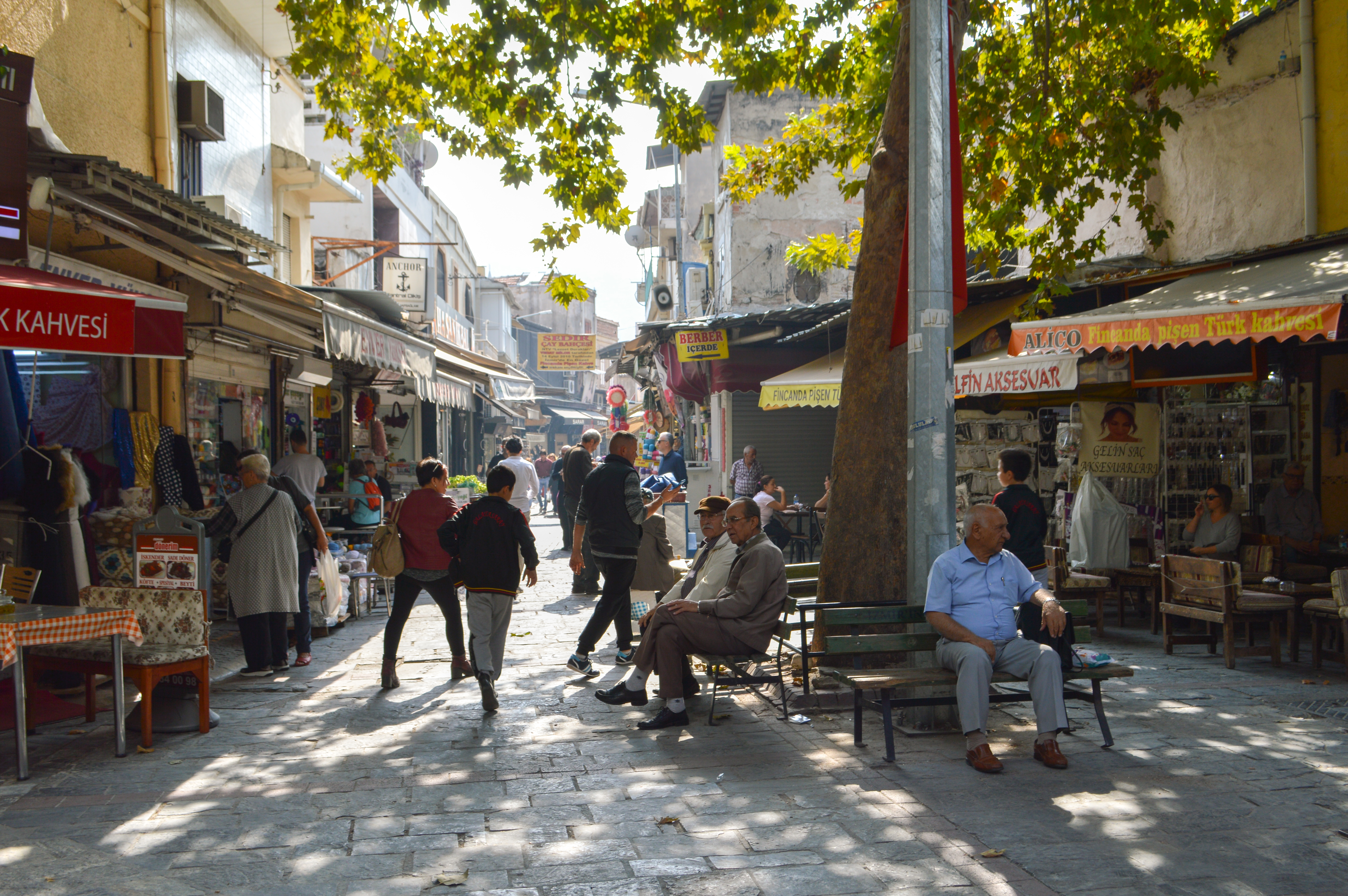
Straße in Kemeraltı

### Karawansereien und Hans
Schon im 17. Jahrhundert entstanden um den Markt zahlreiche Karawansereien und kleinere Hans. Zu den größten und prächtigsten gehört der Kızlarağası Hanı. Nach dem großen Feuer von Smyrna im Jahr 1922 wurden Hunderte der Hans, die es zu Beginn des 20. Jahrhunderts in Kemeraltı gab, zerstört.

### Moscheen

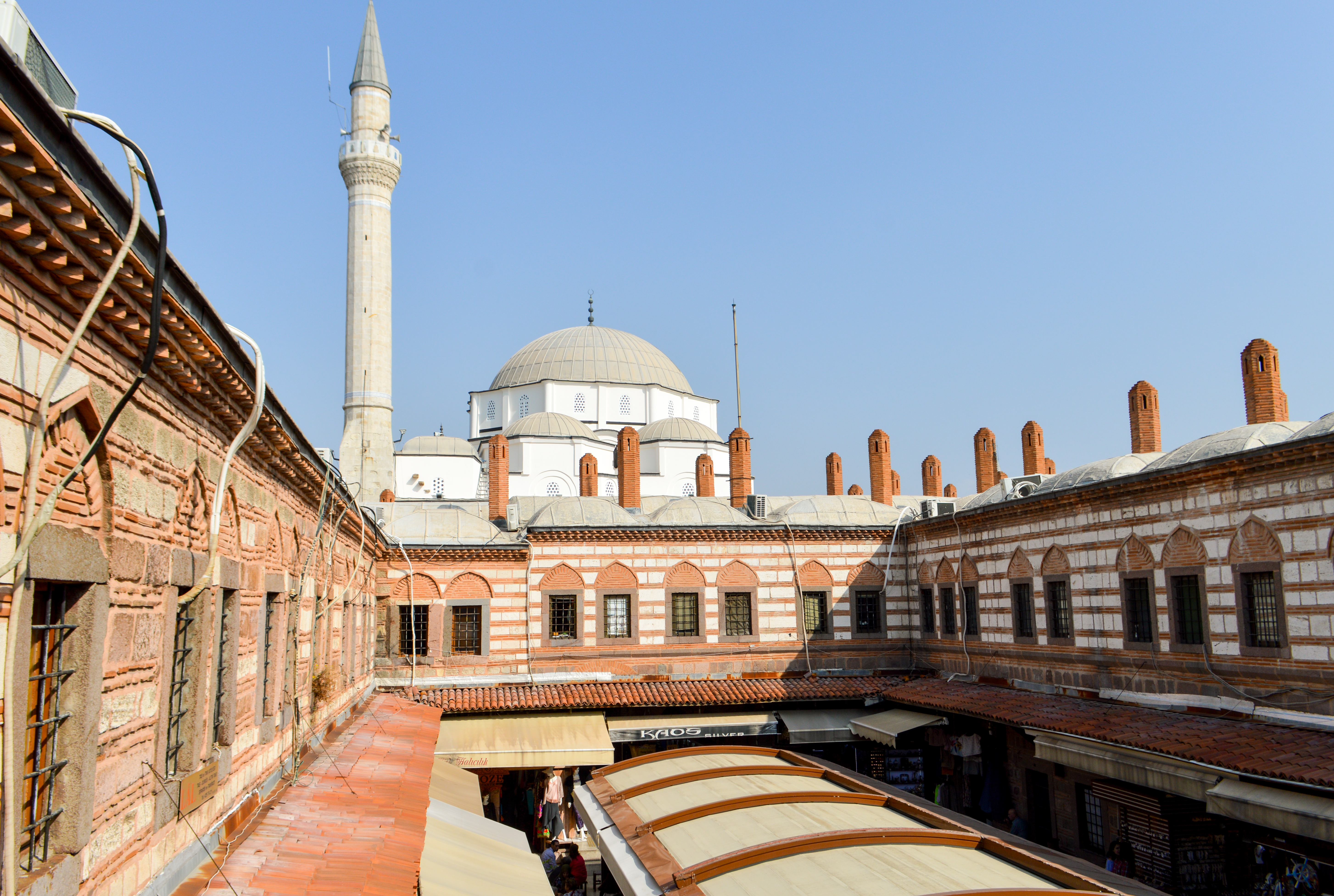
Hisar-Moschee

Zu den größeren Moscheen gehören neben der Hisar-Moschee die Başdurak-Moschee, die Kestanepazarı-Moschee und die Salepçioğlu-Moschee.

### Synagogen

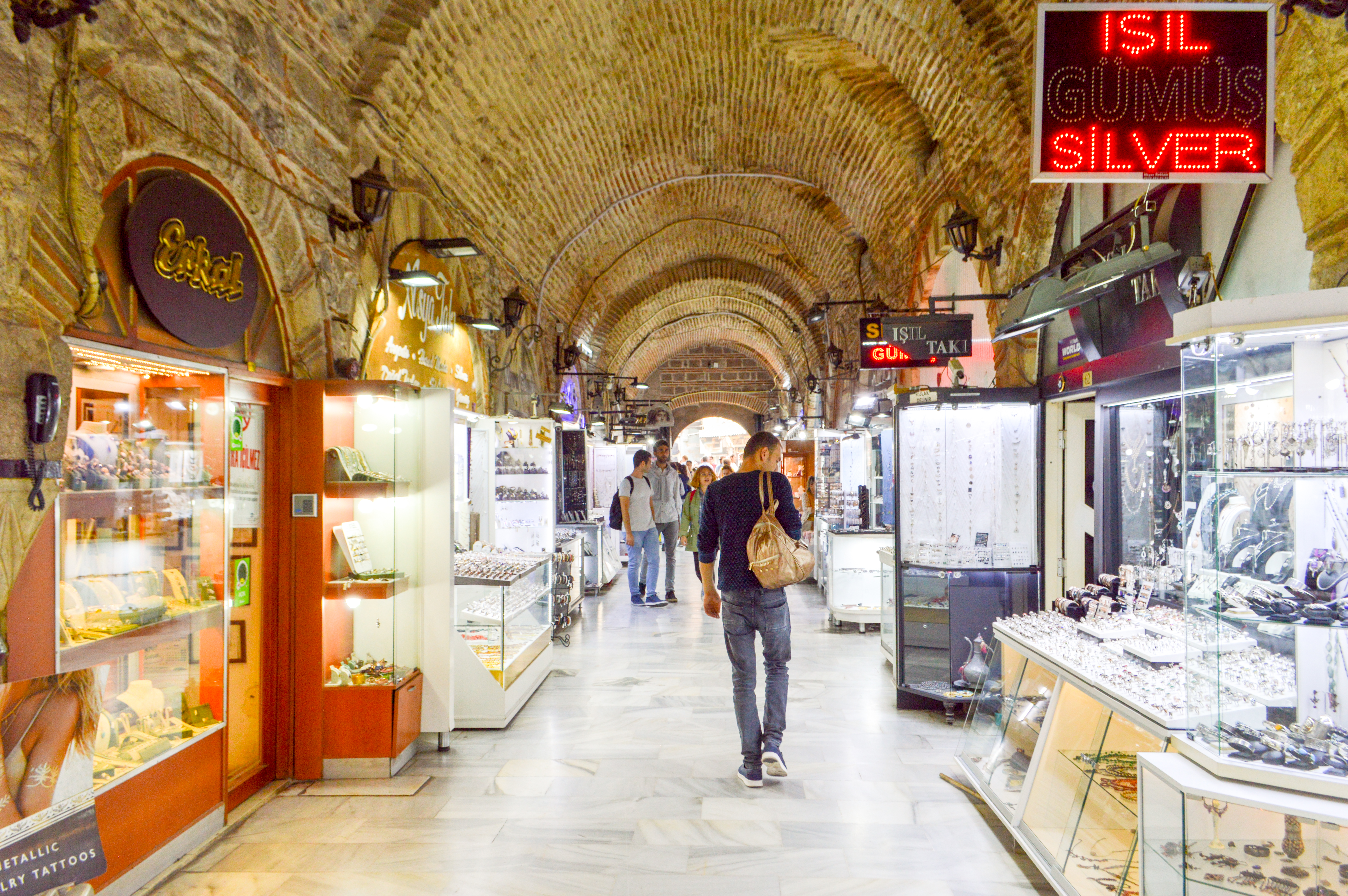
Überdachter Teil des Marktes

Sephardische Juden aus Spanien und Portugal waren 1492 nach der Vertreibung durch die katholischen Könige Isabella von Kastilien und Ferdinand II. von Aragón mit dem Erlass des Alhambra-Edikts nach Izmir gekommen. Sie errichteten im spanisch-sepharidischen Stil zahlreiche Synagogen in der Stadt. Kennzeichnend für diese war der dreiteilige Toraschrein. Die Bima liegt zentral zwischen vier Säulen und teilt die Synagoge in mehrere Bereiche. So sahen sich die sich gegenüber sitzenden Gläubigen während des Gebets, was den Zusammenhalt stärken sollte.
Im Jahr 2004 nahm der World Monuments Fund die „zentralen Synagogen“ von Izmir in seine Liste der gefährdeten Kulturgüter auf. Izmir ist die einzige Stadt weltweit, in der viele Synagogen im spanischen Stil zusammen erhalten sind. 34 Synagogen gab es in der Stadt, die einen einzigartigen architektonischen Komplex bildeten.
Von den ursprünglich 34 Synagogen sind acht in Kemeraltı erhalten – die meisten in der Havra Sokağı – und zehn weitere in der näheren Umgebung. Einige sind vollständig erhalten, andere als Ruinen. Einige werden restauriert. Die teilweise oder ganz erhaltenen Synagogen sind:
- Aschkenasische Synagoge (20. Jahrhundert, nur Außenmauern erhalten)
- Beit-Hillel-Synagoge (auch Abraham-Palacci-Synagoge) (1840, restauriert, zugänglich)
- Bikur-Holim-Synagoge (1724, restauriert, zugänglich)
- Algazi-Synagoge (1724, restauriert, zugänglich)
- Etz-Hayim-Synagoge (14./15. Jahrhundert, Restaurierung geplant, zugänglich)
- Hevra-Synagoge (frühes 17. Jahrhundert, nicht restauriert, nicht zugänglich)
- Los-Foresteros-Synagoge (vermutlich 17. Jahrhundert, nur Außenmauern erhalten)
- Portugal-Synagoge (frühes 17. Jahrhundert, teilweise abgebrannt)
- Señora-Synagoge (17. Jahrhundert, restauriert, zugänglich)
- Shalom-Synagoge (17. Jahrhundert, restauriert, zugänglich)